# ألترا سبارك تي 2
قدمت هذا المعالج شركة سن للبرمجيات الصغرية
و شكل هذا المعالج ثورة صناعية في عالم صناعة المعالجات في عام 2007 تحت عنوان (نظام متكامل على شريحة إلكترونية)، إذ فاق بقدرته كافة المعالجات الأخرى من نفس فئته، من حيث عدد النوى الداخلية وعدد الحبيبات التي يتمكن من التعامل معها، محققا كافة المهمات التي تحتاجها المخدمات على شريحة إلكترونية واحدة، وقادرا ًعلى معالجة البيانات الحاسوبية، وأداء الوظائف الشبكية بفعالية كبيرة، إضافة إلى واجهات الدخل والخرج المتميزة.

## مواصفات المعالج
أولاإن الطاقة التي يتطلبها عمله أقل من (95 واط) بالحد الأدنى، و(2 واط) على الأكثر لأجل الحبيبة الواحدة، لذا فهو يستهلك طاقة أقل من أي معالج آخر من نفس الفئة.
ثانيايحتوي هذا المعالج على (8 نوى)، كل منها قادرعلى معالجة (8 حبيبات) على التوافق مما يجعل هذا المعالج قادرا على معالجة حتى (64 حبيبة).
ثالثايحتوي على ثمان منافذ (PCI Express 1.0)مما جعله قادرا على التعامل مع تطبيقات الدخل والخرج الحساسة بفعالية كبيرة، كما في عمليات النسخ الاحتياطي للمخدمات، وقواعد المعطيات.
رابعامنفذان شبكيان (10 غيغا بت) من نوع إيثرنت مع قدرة على تصنيف الطرود المتبادلة وتنقيتها، لذا فهو قادر على التعامل مع عدد أكبر من التطبيقات على الشبكة يفوق المعالجات الأخرى مستفيدا وبشكل فعال من تقنية (تكنولوجيا الشريحة متعددة الحبيبات)، من قواعد المعطيات العملاقة في قلب مراكز المعطيات إلى خدمات الإنترنت المتطلبة للحزم العريضة عند أطراف الشبكة.
خامساذاكرة خابية (4 ميغا بايت) تجميعية (16 way) وبالتالي فإن ذاكرته الخابية أكبر بنسبة (33 %) من المعالجات التي سبقته، مع العديد من التقنيات الحديثة التي ساعدت على رفع الأداء وزيادة عرض القنوات.
سادسانظام متطور في مجال الجلب المسبق للتعليمات وجدولة الحبيبات مما مكن من رفع الأداء على صعيد تنفيذ الحبيبة الواحدة.
سابعاوحدتا حساب ومنطق للأعداد الصحيحة في كل نواة، وكل واحدة يتم تشاركها من مجموعة مؤلفة من (4 حبيبات).
ثامناوحدة مخصصة لتنفيذ عمليات الفاصلة العائمة في كل نواة مما رفع الأداء بشكل كبير.
تاسعاأربع متحكمات متكاملة بالذواكر
عاشراثمان محركات تكويد تدعم المقاييس التالية :
DES, 3DES, AES, RC4, SHA1, SHA256, MD5, RSA-2048, ECC, CRC32

## مخطط قناة التوارد
قناة التوارد في هذا المعالج من ثمان مراحل على الشكل التالي (من اليمين إلى اليسار)
الجلب، ذاكرة خابية، اختيار الحبيبة، التفكيك، التنفيذ، النفاذ إلى الذاكرة، التخطي، الكتابة خلفا